# Ugine
 Ugine  (en francoprovenzal Ugena) es una comuna y población de Francia, en la región de Ródano-Alpes, departamento de Saboya, en el distrito de Albertville. Es el chef-lieu y mayor población del cantón de su nombre.
Hasta 1952 su nombre era Ugines. En 1964 se anexionó Outrechaise, y en 1971 hizo lo propio con Héry.
Está integrada en la Communauté de communes de la région d'Albertville .

## Demografía
| 7977 | 8055 | 8020 | 7445 | 7248 | 6963 |
| Para los censos de 1962 a 1999 la población legal corresponde a la población sin duplicidades (Fuente: INSEE [Consultar]) |      |      |      |      |      |

Su aglomeración urbana, que también incluye Marthod y Thénésal, tenía 8.502 habitantes.